# Jonás Gutiérrez
Jonás Manuel Gutiérrez (Sáenz Peña, 5 juli 1983) is een Argentijns betaald voetballer die doorgaans als vleugelverdediger uitkomt. Hij tekende in juli 2017 een contract tot medio 2019 bij Independiente. Gutiérrez debuteerde in 2007 in het Argentijns voetbalelftal. Hij bewerkstelligde de bijnaam Spider-Man doordat hij sinds zijn tijd bij RCD Mallorca goals viert door een masker van Spider-Man op te zetten.

## Clubcarrière
Gutiérrez' stroomde in 2001 door vanuit de jeugd van Vélez Sársfield. Daarmee won hij in de Clausura (de tweede seizoenshelft) van 2005. Vervolgens verhuisde hij naar RCD Mallorca. Daarvoor speelde Gutiérrez in drie jaar bijna honderd wedstrijden, maar zegde er in juli 2008 eenzijdig zijn contract op. Hiervoor maakte hij gebruik van het Webster-arrest (vernoemd naar Andy Webster). Newcastle United kon hem hierdoor overnemen zonder de Spaanse club een vergoeding te betalen. Gutiérrez tekende in Newcastle voor vijf seizoenen. Vanaf dat moment ging hij de naam Jonás dragen op zijn shirt, in plaats van Gutiérrez. In zijn eerste contractjaar werd hij met de Engelse club achttiende in de Premier League. Degradatie volgde. Eén jaar later promoveerde 'Jonás' met Newcastle United als kampioen van de Championship terug naar het hoogste niveau. Newcastle maakte op vrijdag 29 mei 2015 bekend dat het aflopende contract van Gutiérrez niet zou worden verlengd. Hij tekende in september 2015 een contract tot medio 2016 bij Deportivo La Coruña, de nummer zestien van de Primera División in het voorgaande seizoen. In 2016 keerde hij terug naar Argentinië. Daar ging hij spelen voor Defensa y Justicia. In 2017 vertrok Guitiérrez naar Independiente.

## Clubstatistieken
| Seizoen | Club                 | Competitie       | Duels | Goals |
| ------- | -------------------- | ---------------- | ----- | ----- |
| 2001/02 | Vélez Sársfield      | Primera División | 27    | 0     |
| 2002/03 | Vélez Sársfield      | Primera División | 21    | 1     |
| 2003/04 | Vélez Sársfield      | Primera División | 26    | 0     |
| 2004/05 | Vélez Sársfield      | Primera División | 33    | 0     |
| 2005/06 | RCD Mallorca         | Primera División | 30    | 2     |
| 2006/07 | RCD Mallorca         | Primera División | 35    | 3     |
| 2007/08 | RCD Mallorca         | Primera División | 30    | 0     |
| 2008/09 | Newcastle United     | Premier League   | 30    | 0     |
| 2009/10 | Newcastle United     | Championship     | 37    | 4     |
| 2010/11 | Newcastle United     | Premier League   | 38    | 3     |
| 2011/12 | Newcastle United     | Premier League   | 37    | 2     |
| 2012/13 | Newcastle United     | Premier League   | 34    | 1     |
| 2013/14 | Newcastle United     | Premier League   | 2     | 0     |
| 2013/14 | → Norwich City       | Championship     | 4     | 0     |
| 2014/15 | Newcastle United     | Premier League   | 10    | 1     |
| 2015/16 | Deportivo La Coruña  | Primera División | 15    | 0     |
| 2016/17 | Defensa y Justicia   | Primera División | 26    | 0     |
| 2017/18 | Independiente        | Primera División | 20    | 0     |
| 2018/19 | → Defensa y Justicia | Primera División | 2     | 0     |

## Interlandcarrière
Gutiérrez debuteerde op 7 februari 2007 als Argentijnse international, in een oefeninterland tegen Frankrijk. Bondscoach Diego Maradona nam hem drie jaar later mee naar het wereldkampioenschap voetbal 2010, waar hij als basisspeler aan het toernooi begon.
| Interlands van Jonás Gutiérrez voor Argentinië | Interlands van Jonás Gutiérrez voor Argentinië | Interlands van Jonás Gutiérrez voor Argentinië | Interlands van Jonás Gutiérrez voor Argentinië | Interlands van Jonás Gutiérrez voor Argentinië | Interlands van Jonás Gutiérrez voor Argentinië |
| №                                              | Datum                                          | Wedstrijd                                      | Uitslag                                        | Competitie                                     | Goals                                          |
| ---------------------------------------------- | ---------------------------------------------- | ---------------------------------------------- | ---------------------------------------------- | ---------------------------------------------- | ---------------------------------------------- |
| 1                                              | 07.02.2007                                     | Frankrijk – Argentinië                         | 0 – 1                                          | Vriendschappelijk                              | 0                                              |
| 2                                              | 11.09.2007                                     | Australië – Argentinië                         | 0 – 1                                          | Vriendschappelijk                              | 0                                              |
| 3                                              | 04.06.2008                                     | Mexico – Argentinië                            | 1 – 4                                          | Vriendschappelijk                              | 0                                              |
| 4                                              | 18.06.2008                                     | Brazilië – Argentinië                          | 0 – 0                                          | WK-kwalificatie                                | 0                                              |
| 5                                              | 20.08.2008                                     | Wit-Rusland – Argentinië                       | 0 – 0                                          | Vriendschappelijk                              | 0                                              |
| 6                                              | 10.09.2008                                     | Peru – Argentinië                              | 1 – 1                                          | WK-kwalificatie                                | 0                                              |
| 7                                              | 19.11.2008                                     | Schotland – Argentinië                         | 0 – 1                                          | Vriendschappelijk                              | 0                                              |
| 8                                              | 11.02.2009                                     | Frankrijk – Argentinië                         | 0 – 2                                          | Vriendschappelijk                              | Goal                                           |
| 9                                              | 28.03.2009                                     | Argentinië – Venezuela                         | 4 – 0                                          | WK-kwalificatie                                | 0                                              |
| 10                                             | 06.06.2009                                     | Argentinië – Colombia                          | 1 – 0                                          | WK-kwalificatie                                | 0                                              |
| 11                                             | 10.06.2009                                     | Ecuador – Argentinië                           | 2 – 0                                          | WK-kwalificatie                                | 0                                              |
| 12                                             | 12.08.2009                                     | Rusland – Argentinië                           | 2 – 3                                          | Vriendschappelijk                              | 0                                              |
| 13                                             | 10.10.2009                                     | Argentinië – Peru                              | 2 – 1                                          | WK-kwalificatie                                | 0                                              |
| 14                                             | 14.10.2009                                     | Uruguay – Argentinië                           | 0 – 1                                          | WK-kwalificatie                                | 0                                              |
| 15                                             | 03.03.2010                                     | Duitsland – Argentinië                         | 0 – 1                                          | Vriendschappelijk                              | 0                                              |
| 16                                             | 24.05.2010                                     | Argentinië – Canada                            | 5 – 0                                          | Vriendschappelijk                              | 0                                              |
| 17                                             | 12.06.2010                                     | Argentinië – Nigeria                           | 1 – 0                                          | WK-eindronde                                   | 0                                              |
| 18                                             | 17.06.2010                                     | Argentinië – Zuid-Korea                        | 4 – 1                                          | WK-eindronde                                   | 0                                              |
| 19                                             | 27.06.2010                                     | Argentinië – Mexico                            | 3 – 1                                          | WK-eindronde                                   | 0                                              |
| 20                                             | 11.08.2010                                     | Ierland – Argentinië                           | 0 – 1                                          | Vriendschappelijk                              | 0                                              |
| 21                                             | 07.10.2011                                     | Argentinië – Chili                             | 4 – 1                                          | WK-kwalificatie                                | 0                                              |

## Ziekte
Gutiérrez deed in de eerste vier competitiewedstrijden van het seizoen 2014/15 geen minuut mee met Newcastle United. Op dinsdag 16 september 2014 bracht hij naar buiten dat een onderzoek teelbalkanker bij hem had uitgewezen. Hij was daar toen al aan geopereerd en begonnen met chemotherapie. Gutiérrez plaatste op maandag 3 november 2014 een bericht op Twitter waarin hij meldde hersteld te zijn. Op 4 maart 2015 maakte hij zijn officiële rentree in het shirt van Newcastle.

## Erelijst
| Competitie            |                  |                  |                  |                  |
| Competitie            | Aantal           | Jaren            |                  |                  |
| Newcastle United      | Newcastle United | Newcastle United | Newcastle United | Newcastle United |
| --------------------- | ---------------- | ---------------- | ---------------- | ---------------- |
| Kampioen Championship | 1x               | 2009/10          |                  |                  |

1 Pozo ·
2 Demichelis ·
3 C. Rodríguez ·
4 Burdisso ·
5 Bolatti ·
6 Heinze ·
7 Di María ·
8 Verón ·
9 Higuaín ·
10 Messi ·
11 Tévez ·
12 Garcé ·
13 Samuel ·
14 Mascherano  ·
15 Otamendi ·
16 Agüero ·
17 Gutiérrez ·
18 Palermo ·
19 Milito ·
20 M. Rodríguez ·
21 Andújar ·
22 Romero ·
23 Pastore ·
Coach: Maradona